# Křesťanství v Asii
Křesťanství se zrodilo v západní části Asijského kontinentu (konkrétně v Palestině, v prostředí judaismu) a první křesťanské obce byly v Asii (např. v Jeruzalémě či Antiochii), ale v průběhu historického vývoje mnohé křesťanské komunity v Asii zanikly (např. v období expanze islámu) či nenabyly většího významu (např. v případě křesťanských nestoriánských církví v Indii, Číně či Mongolsku), takže v současné době (2018) je zastoupení křesťanství v Asii v porovnání s hinduismem, islámem či buddhismem jen skromně. Nicméně křesťanské církve v Asii zaznamenávají nárůst členů.
V současné době existuje šest asijských či částečně asijských států, v nichž dominuje křesťanské vyznání: Filipíny, Východní Timor, Arménie, Kypr, Gruzie a Rusko. Více než čtvrtina obyvatel je křesťanského vyznání ještě v Libanonu, Jižní Koreji a Kazachstánu (hlavně mezi ruským obyvatelstvem).
- Od 16. století vysílala římskokatolická církev misie do Afriky a Asie.[4] V 18. století se hodně rozšířily misie pravoslavné církve na Sibiř a jiná různá místa.[4] Misie někdy využívaly imperiálních výbojů (jako smluvních přístavů v Číně), mnohé misie předcházely imperiální expanzi ke konci 19. století.[4]

V současnosti roste rychle počet křesťanů v Číně; některé odhady předpokládají, že kolem roku 2050 by Čína mohla mít druhou největší národní populaci křesťanů (po Spojených státech amerických). Problematický zůstává vztah Vatikánu a Číny, zejména když 22. října 2022 Vatikán již podruhé prodloužil prozatímní dohodu mezi Svatým stolcem a čínskou vládou. Tato dohoda je kritizována zejména pro stav křesťanství v této asijské zemi, zahrnuje v to i obrovskou podzemní církev.